# シルバーホーク (映画)
『シルバーホーク』（原題『飛鷹/Silver Hawk』）は香港のSFアクションヒロイン映画。香港公開は2004年1月19日、日本公開は2005年12月10日。

## 概要
近未来の都市で、コスチュームに身を包み、ハイテクバイクに跨がったヒロインが活躍するスーパーヒロイン映画。『仮面ライダー』等の日本の特撮ヒーローものの趣や、『科学忍者隊ガッチャマン』の「バードラン」の様な武器、悪の親玉はイギリスの『OO7(ジェームズ・ボンド)』シリーズを彷彿とさせる等、色々な元ネタのミックスされた映画である。また、日本の『キャッツ・アイ』の様な、お洒落な男女のドラマも描かれている。
近未来の都市・建物のロケは、多くが日本の東京・お台場付近で行われており、お台場の日本科学未来館でも館内ロケが行われた。

## スタッフ
- 監督：ジングル・マー
- 製作総指揮：ミシェル・ヨー
- 脚本：スーザン・チャン
- 撮影監督：ジングル・マ、チャン・チーイン
- アクション監督(武術指導)：アイレン・シット
- 美術：イー・チュンマン（英語版）
- 衣装：ドラ・ン、コニー・オウユン
- 編集：コン・チーロン
- 音楽：ピーター・カム
- 主題歌：ENERGY(エナジー)
- 日本国内配給：日活

## キャスト
| 役名                        | 俳優                       | 日本語吹替 |
| --------------------------- | -------------------------- | ---------- |
| ルル・ウォン/シルバーホーク | ミシェル・ヨー             | 山像かおり |
| リッチマン警視              | リッチー・レン             | 東地宏樹   |
| アレキサンダー・ウルフ      | ルーク・ゴス               | 大塚明夫   |
| アキラ・シライシ            | 岩城滉一                   | 山路和弘   |
| モリス                      | マイケル・ジェイ・ホワイト |            |
| ジェーン                    | リー・ビンビン             |            |
| キット                      | ブランドン・チャン         | 近藤隆     |
| ホ・チュン教授              | チェン・ターミン           |            |
| リサ・ハヤシ                | Lisa S.                    | 武田華     |

- その他の声の吹き替え：佐久田修／久保田民絵／中尾衣里／船木真人／櫨山めぐみ／飯島肇／丸山壮史／恒松あゆみ／根津貴行／桐井大介／内海つかさ／山辺悠太／平澤誠／小松大将
- 日本版予告編ナレーター：中江真司

## 映像商品
2006年4月7日に、日活より日本国内盤DVD(日本語吹替版も収録)が発売される。商品番号DVF115。